# Kim Perrot
Kim Marie Perrot (Lafayette, 18 gennaio 1967 – Houston, 19 agosto 1999) è stata una cestista statunitense, professionista nella WNBA.

## Palmarès
- Campionato WNBA: 2

Houston Comets: 1997, 1998